# Сурма (місячник УВО)
«Сурма́» — підпільний журнал, орган УВО, що з 1 січня 1927 року з'являвся переважно щомісяця у 1927–1928 роках у Берліні та в 1928–1934 у Каунасі — і нелегально поширювався на західних українських землях, накладом близько 10 000 примірників.

Часопис містив гасло на кожній першій сторінці видання, яке мовило:
|  | Передавайте з рук до рук, з хати до хати! Ховайте «Сурму» перед ворогами, бо це нелеґальний орган. |

Головний редактор «Сурми» — Володимир Мартинець; серед співредакторів: Євген Коновалець, Омелян Сеник, Ріко Ярий, С. Чучман, Роман Сушко.
По заснуванні ОУН видання спеціалізувалося на військовій тематиці. Редагував Р. Сушко, співробітничали: В. Колосовський, В. Курманович, М. Капустянський та інші.